# Big Love (album de Simply Red)
Pour les articles homonymes, voir Big Love (homonymie).
Albums de Simply Red
Stay
(2007)
Singles
1. Shine On
Sortie : 21 avril 2015
2. The Ghost of Love'
Sortie : 10 juillet 2015
3. Love Gave  Me More
Sortie : 26 octobre 2015

Big Love est le onzième album studio du groupe britannique Simply Red, sorti en 2015.
C'est le premier album du groupe, qui s'est reformé en 2014, depuis Stay, sorti en 2007.

## Titres
Toutes les chansons sont écrites et composées par Mick Hucknall.
| 1.    | Shine On                 | 3:12 |
| 2.    | Daydreaming              | 3:38 |
| 3.    | Big Love                 | 4:09 |
| 4.    | The Ghost of Love        | 3:16 |
| 5.    | Dad                      | 3:54 |
| 6.    | Love Wonders             | 3:56 |
| 7.    | Love Gave Me More        | 3:17 |
| 8.    | Tight Tones              | 3:35 |
| 9.    | WORU                     | 4:13 |
| 10.   | Coming Home              | 2:53 |
| 11.   | The Old Man and the Beer | 2:54 |
| 12.   | Each Day                 | 4:19 |
| 43:15 |                          |      |